# Bakonyszentlászló, Győr-Moson-Sopron
Bakonyszentlászló  este un sat în districtul Pannonhalm, județul Győr-Moson-Sopron, Ungaria, având o populație de 1.907 locuitori (2011). 

## Demografie
Componența etnică a satului Bakonyszentlászló
     Maghiari (94,38%)
     Romi (3,77%)
     Germani (1,39%)
     Necunoscut (0,23%)
     Români (0,23%)
     Alții (0,23%)
Componența confesională a satului Bakonyszentlászló
     Romano-catolici (50,34%)
     Luterani (12,85%)
     Fără religie (8,44%)
     Reformați (3,88%)
     Necunoscută (24,12%)
     Alte religii (1,63%)
Conform recensământului din 2011, satul Bakonyszentlászló avea 1.907 locuitori. Din punct de vedere etnic, majoritatea locuitorilor (94,38%) erau maghiari, existând și minorități de romi (3,77%) și germani (1,39%). Apartenența etnică nu este cunoscută în cazul a 0,23% din locuitori.  Din punct de vedere confesional, majoritatea locuitorilor (50,34%) erau romano-catolici, existând și minorități de luterani (12,85%), persoane fără religie (8,44%) și reformați (3,88%). Pentru 24,12% din locuitori nu este cunoscută apartenența confesională.